# PKZ Keramika Poštorná

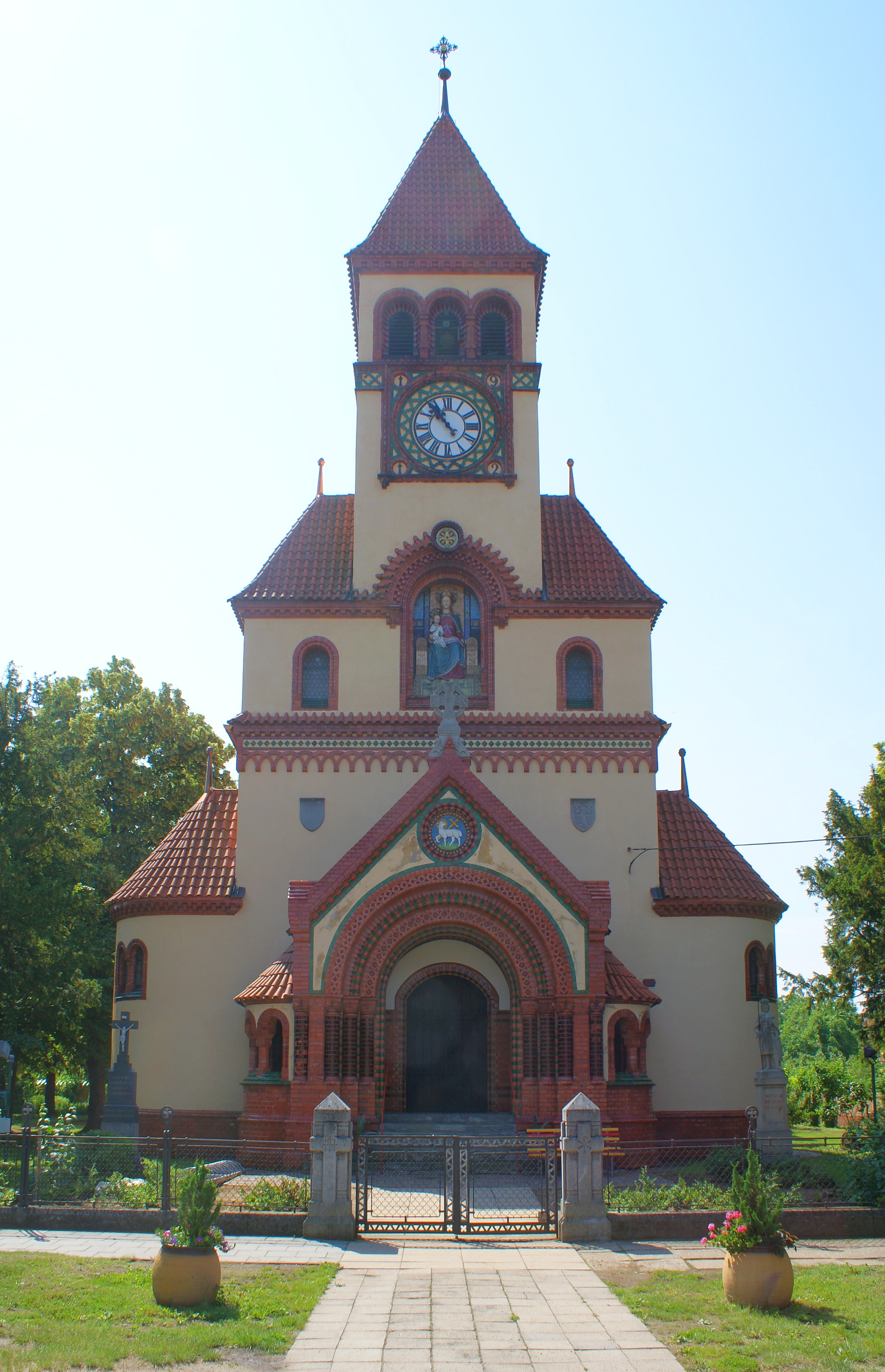
Kirche des Erzengels Michael in Ladná, für ihren Bau wurden 250 Arten von Formsteinen aus Unterthemenau verwendet

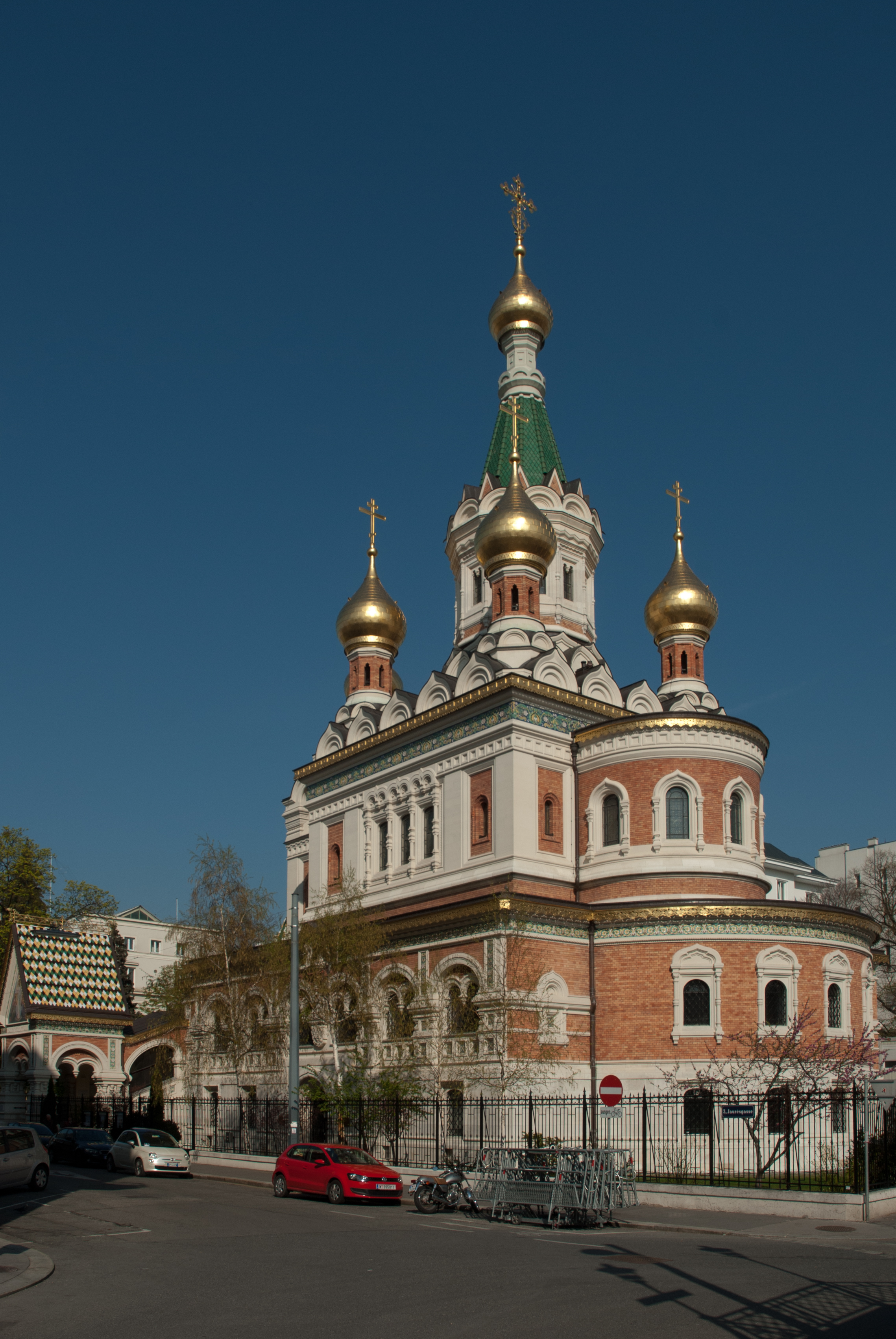
Nikolauskathedrale in Wien

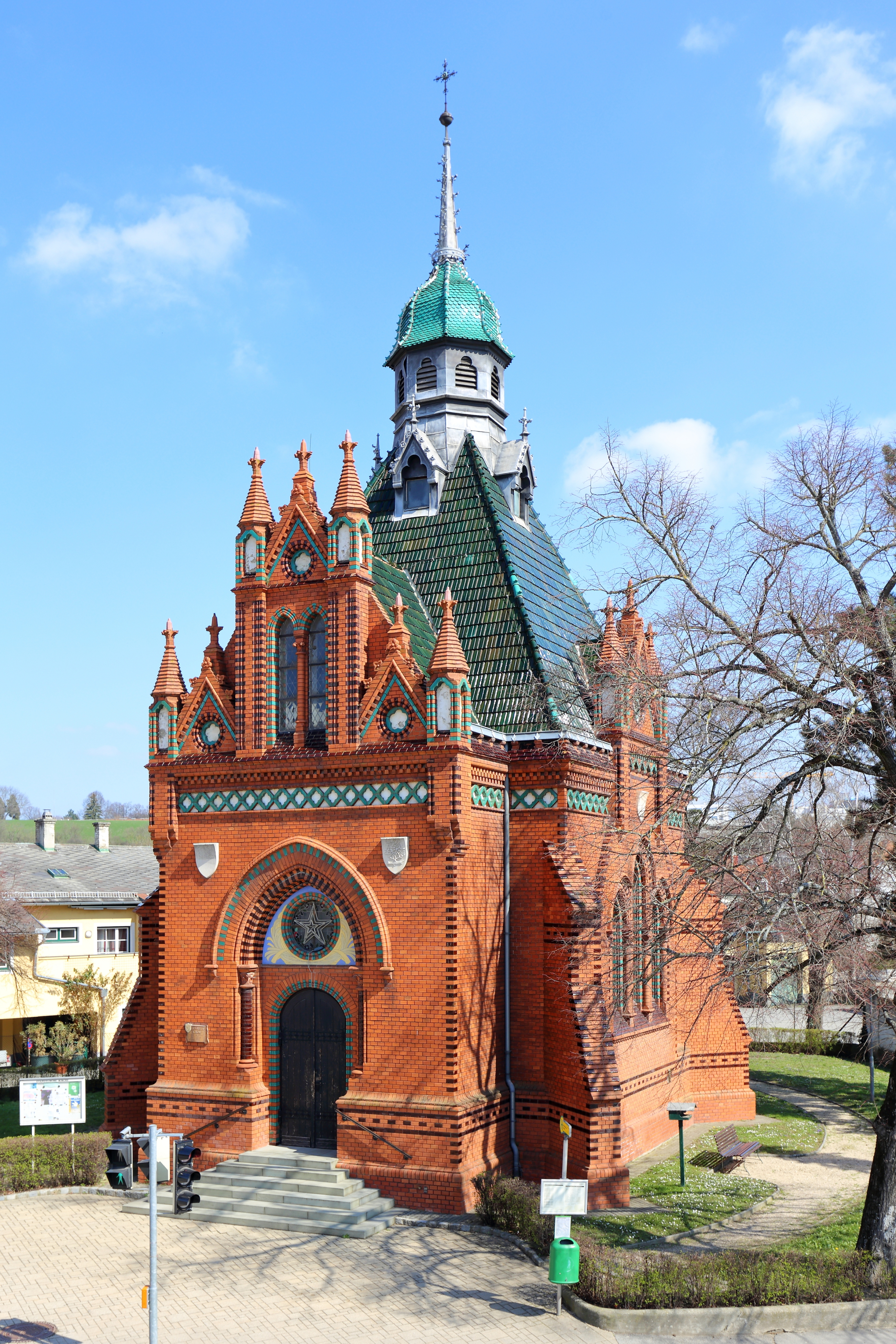
Elisabethkirche in Mistelbach

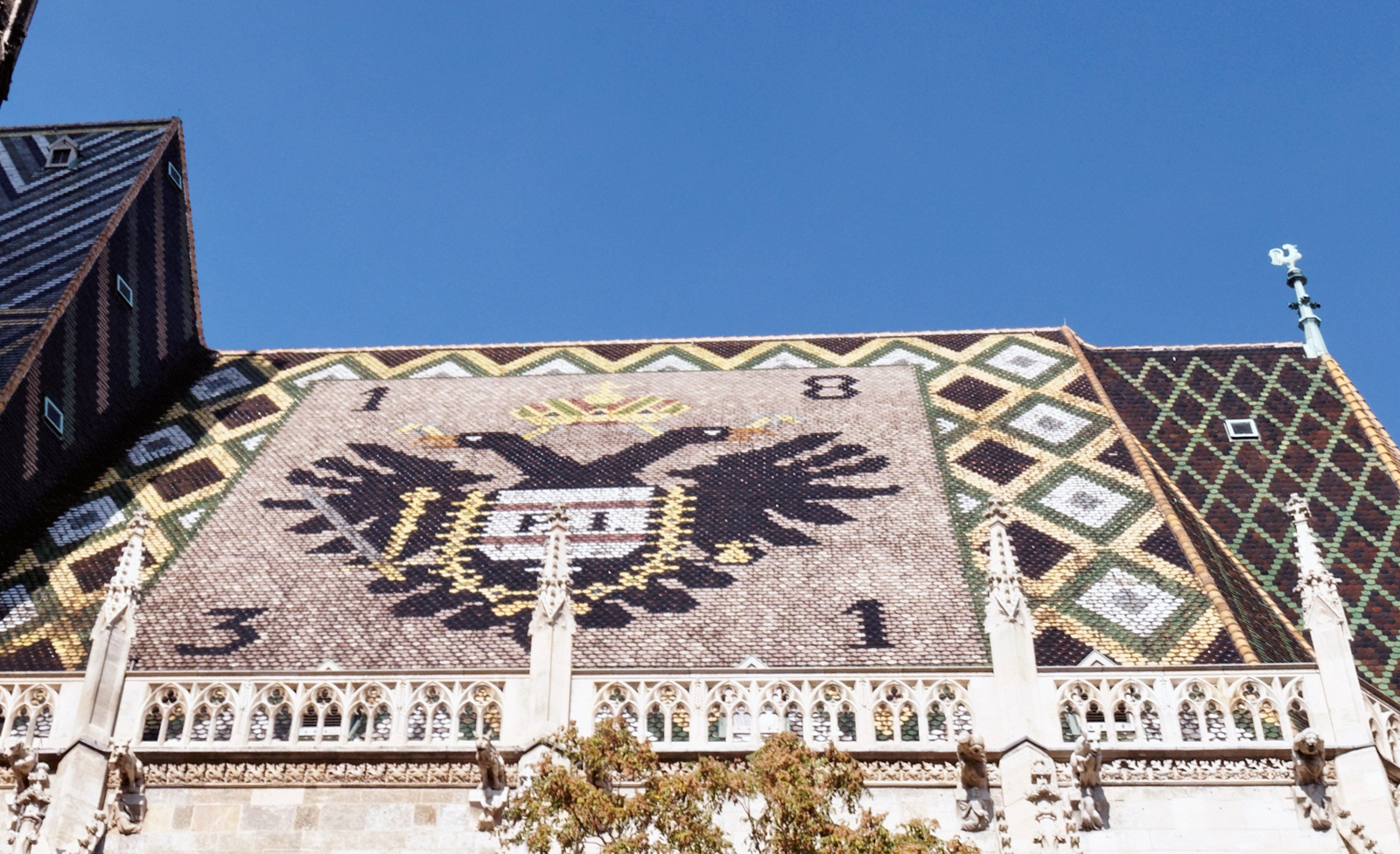
Dach des Stephansdoms

Die PKZ Keramika Poštorná a.s. ist ein Unternehmen der keramischen Industrie mit Sitz in Poštorná (Unterthemenau), Tschechien. Sie ging aus der Fürstlich Liechtenstein’schen Thon- und Ziegelwaarenfabrik hervor, deren farbige Klinker und Dachziegel bis heute das Aussehen zahlreicher Gebäude in Südmähren und Niederösterreich prägen.

## Geschichte
Im Jahre 1867 ließ Fürst Johann II. am Rande des Theimwaldes durch K. Homp einen Ziegelofen errichten. 1869 und 1872 wurde die Thonwarenfabrik Johann Fürst von Liechtenstein u. a. um einen Emailofen und einen Vierkammerofen erweitert. Im Jahre 1873 waren bereits 60 Arbeiter beschäftigt. 
Die Produktion von Drainagesteinen wurde 1876 aufgenommen. Zum Ende des 19. Jahrhunderts wurde die Produktpalette der Fürstlich Liechtenstein’schen Thon- und Ziegelwaarenfabrik umfangreich erweitert; der fürstliche Baudirektor Carl Weinbrenner verwendete für fast alle seine Bauten Unterthemenauer Ziegel. 1890 hatte das Unternehmen 500 Beschäftigte, denen eine Werksrestauration, ein Badehaus und Werkswohngebäude zur Verfügung standen. Insbesondere die sogenannten Gesalzenen Klinker (solené zvonivky) wurden wegen ihrer Qualität auch außerhalb der k.u.k. Monarchie verwendet. Zu Beginn des 20. Jahrhunderts war die Fürstlich Liechtenstein’sche Thon- und Ziegelwaarenfabrik zum größten Unternehmen der Branche in Österreich-Ungarn angewachsen und beschäftigte 13 Beamte, 14 Ingenieure sowie zwischen 700 und 800 Arbeiter. 1907 erfolgte der Ankauf der Rakonitzer Schamottewarenfabrik, damit wurde das Unternehmen auch zu einem der Marktführer der Tonwarenindustrie in Böhmen und Mähren. Neben zahlreichen Bauten in der näheren Umgebung (Unterthemenau, Eisgrub, Lundenburg, Feldsberg, Rampersdorf, Katzelsdorf, Jedenspeigen und Mistelbach) wurden die Themenauer Klinker auch in Wien beim Bau der Russisch-orthodoxen Kathedrale verwendet. Glasierte Dachziegel aus Themenauer Produktion befinden sich u. a. auf der Filialkirche Schottwien. 
Nach der Angliederung von Unterthemenau an die Tschechoslowakei verkaufte Fürst Johann II. das Unternehmen 1920 an die Živnostenská banka. Damit setzte der Niedergang des Unternehmens ein; die Keramikpalette wurde reduziert und Produktions von Fliesen gänzlich eingestellt. Die Belegschaft schrumpfte auf 15 Beamte und ca. 250 Arbeiter. Einziges Prestigeobjekt war in dieser Zeit der Bau des Morava-Palastes in Brünn. Während der deutschen Besetzung wurden beide Werke unter deutsche Verwaltung gestellt; von 1944 bis Februar 1945 bestand ein Zwangsarbeitslager für ungarische Juden. 
Nach dem Zweiten Weltkrieg wurde das Unternehmen verstaatlicht. Für den Wiederaufbau des Stephansdoms wurden in den Jahren 1948 – 1950 in Poštorná ca. 250.000 verschiedenfarbige Biberschwänze gebrannt. Im Jahre 1950 erfolgte die Abtrennung des Werkes in Rakovník, das Werk Poštorná firmierte seit dieser Zeit als Poštorenské keramické závody (PKZ). 
In den Jahren 1965 – 1966 erfolgte die Einstellung der Ziegelproduktion; der neue Schwerpunkt wurde auf Steinzeug für die Kanalisation sowie chemisch resistente Keramiken verlagert, wo die PKZ zum Marktführer in der ČSSR avancierten. Nach der Samtenen Revolution erfolgte 1990 eine Privatisierung des Unternehmens in eine Aktiengesellschaft. Der Zusammenbruch des Marktes führte 1998 zu einer Umstrukturierung der PKZ und die Umstellung der Produktion von Gebrauchskeramik auf technologisch und qualitativ anspruchsvolle Steingutprodukte. Zugleich wurde das Werk Poštorná der PKZ a.s. ausgegliedert und in die PKZ Keramika Poštorná a.s. umgewandelt.

## Bauwerke die mit farbigen Klinkern und Dachziegeln aus Poštorná/Unterthemenau errichtet wurden
- Gartenbau-Direktion in Lednice (1886–1887)
- Rosenkranzweg in Katzelsdorf (1888–1893)
- Friedhofskapelle in Lednice (1892)
- Kapelle des hl. Rochus in Břeclav (1892)
- Russisch-orthodoxe Nikolauskathedrale in Wien (1893–1899)
- Totenkapelle beim Spital in Valtice (1894)
- Wetterhäuschen im Stadtpark von Mistelbach (1895)
- Kirche Mariä Heimsuchung in Poštorná (1895–1898)
- Hegerhaus im Saugarten (Kančí obora) bei Břeclav (1897)
- Aufnahmsgebäude des Bahnhofs Poštorná (1901)
- Aufnahmsgebäude des Bahnhofs Lednice (1901)
- Rote Schule in Poštorná (1902–1906)
- Evangelische Spitalskirche der hl. Elisabeth in Mistelbach (1904–1905)
- Pfarrkirche des hl. Bartholomäus in Katzelsdorf (1905–1908)
- Pfarrhaus in Poštorná (1909)
- Kirche des Erzengel Michael in Ladná (1911–1914)
- Morava-Palast in Brünn (1926–1929)
- Dachziegel für den Stephansdom in Wien (1948–1950)